# Lijst van beschermd erfgoed in Itter
Onderstaande tabel geeft een overzicht van de beschermde erfgoederen in de gemeente Itter. Het beschermd erfgoed maakt deel uit van het cultureel erfgoed in België.
| Object                                  | Bouwjaar/architect | Deelgemeente   | Adres                  | Coördinaten                   | Nummer?                | Afbeelding                              |
| --------------------------------------- | ------------------ | -------------- | ---------------------- | ----------------------------- | ---------------------- | --------------------------------------- |
| Hoeve de la Motte (M)                   |                    | Itter          | Rue de Clabecq, Housta | 50° 40' 21" NB, 4° 14' 16" OL | 25044-CLT-0003-01 Info |                                         |
| Sint-Laurentiuskerk (M) en omgeving (S) |                    | Hoog-Itter     |                        | 50° 39' 9" NB, 4° 17' 54" OL  | 25044-CLT-0004-01 Info | Sint-Laurentiuskerk (M) en omgeving (S) |
| Bosgebied van Bois des Rocs (S)         |                    | Virginal-Samme |                        | 50° 37' 35" NB, 4° 12' 54" OL | 25044-CLT-0005-01 Info |                                         |
| Landhuis "La Tourette" (M)              |                    | Virginal-Samme | Rue d'Asquempont 2     | 50° 38' 31" NB, 4° 14' 12" OL | 25044-CLT-0006-01 Info |                                         |